# 法政大学ラグビー部
法政大学体育会ラグビー部（ほうせいだいがくたいいくかいラグビーぶ、Hosei Univ Rugby Football Club）は、関東大学ラグビーリーグ戦グループ1部に所属する法政大学のラグビー部である。略称は法大（ほうだい）。

## 概要

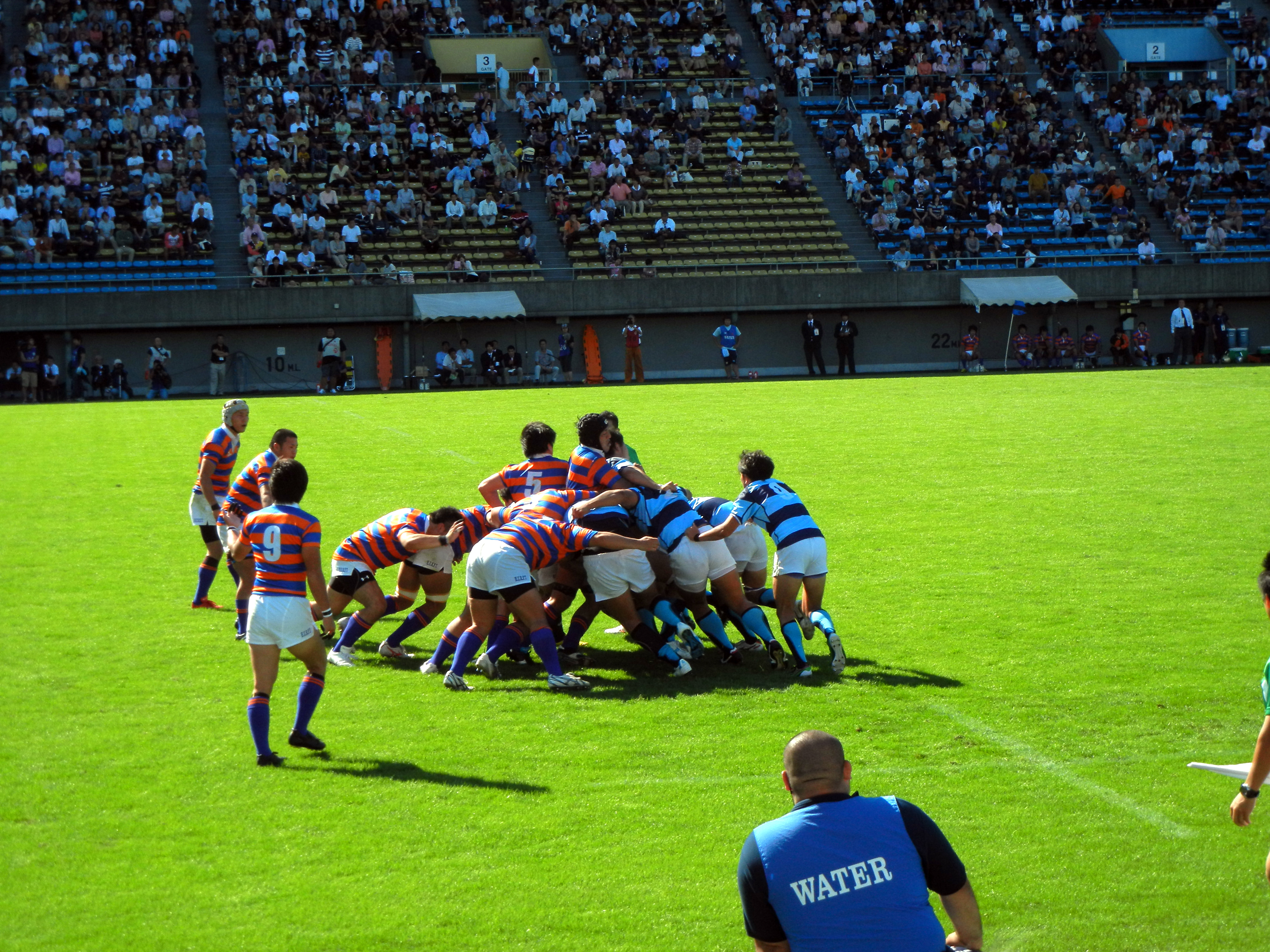
関東大学リーグ戦の公式戦（2011年10月・関東学院大学戦・秩父宮ラグビー場）

1924年創部。1931年（昭和6年）に、長野県の菅平高原をラグビー合宿所として初めて使用した。
1933年度に東京商科大学（現一橋大学）と共に関東五大学対抗戦に加入し、関東七大学対抗戦に発展した。1964年、第1回日本選手権に出場したが、1回戦で近鉄に敗れた。その後、1967年度に関東大学ラグビー対抗戦を脱退した。なお関東大学ラグビー対抗戦では4回優勝を果たした。
1967年度の関東大学ラグビーリーグ戦創設の中心となったチームの一つである（関東大学ラグビー対抗戦の分裂と関東大学ラグビーリーグ戦グループの創設については関東大学ラグビーリーグ戦グループの項を参照）。関東大学ラグビーリーグ戦での13回の優勝は全参加校中最多である。
1965年、第1回大学選手権で優勝。第2回日本選手権に出場したが、第17回全国社会人大会で優勝した八幡製鐵に6-15で敗れた。また、第1回から4年連続決勝で早稲田大学と優勝を争った。なお、1967年度は優勝、1965年度、1966年度は準優勝。
1988年に入ってから、黄と紺青からオレンジと青（法政ブルー）のストライプユニフォームに変更した。
1992年度には8年ぶりにリーグ戦で優勝して大学選手権準決勝で選手権3連覇を狙う明治大学に42-18で大勝。同決勝で同じく優勝候補の早稲田大学と対戦し、終盤劇的な逆転トライで勝利し、25年ぶり3度目の大学日本一に輝いている。なお同年度の日本選手権では第45回全国社会人大会で優勝した神戸製鋼に3-41で敗れた。
翌年度もリーグ戦で優勝して大学選手権決勝に進出したが、明治大学に12-41で敗れた。
2000年度は大学選手権準決勝で、優勝候補で前年王者の慶應義塾大学と対戦。下馬評不利の中、激しいタックルで慶應の攻撃を防ぎ15-13で勝利し決勝に進出する。決勝では同じ関東大学ラグビーリーグ戦に所属する関東学院大学と対戦した（初の関東大学ラグビーリーグ戦に所属するチーム同士の決勝）が、15-42で敗れ準優勝に終わった。
2004年度はリーグ最終戦で関東大学ラグビーリーグ戦5連覇中の関東学院大学を42-29で破り、6年ぶりにリーグ戦で優勝したが、大学選手権準決勝では関東学院大学に21-24で敗れた。なおこの年度以降リーグ戦優勝から遠ざかっている。
2006年度には、リーグ最終戦で関東学院大学（この年度大学選手権優勝）を逆転で35-29で破って6勝1敗で関東学院大学と東海大学と共に同率勝率だったが得失点差で2位となった。なおこの年度の大学選手権では2回戦で京都産業大学に28-36で敗れた。
2008年度は6勝1敗で2位となり、同年度の大学選手権では準決勝で帝京大学に10-36で敗れた。なおこの年度以降大学選手権準決勝から遠ざかっている。
2010年度は2勝5敗で大東文化大学と日本大学と共に同率勝率だったがいずれも直接対決で敗れたため7位となり、19年振りに大学選手権出場を逃した。そして、ラグビー部史上初めて2部リーグとの入替戦に回ることになった。入替戦では2部2位の山梨学院大学を31-12で破り、1部残留を決めた。
2013年度は3勝4敗で日本大学と同率勝率だったが直接対決で敗れたため6位となり、3年振りに大学選手権出場を逃した。
- 全国大学ラグビーフットボール選手権大会 : 3回　（出場32回）
1964、1967、1992
- 関東大学ラグビーリーグ戦 : 13回
1967、1969、1970、1971、1979、1980、1981、1983、1984、1992
1993、1998、2004
- 関東大学ラグビー対抗戦 : 4回（1967年脱退。対抗戦が分裂以前［1966年度以前］の成績）
1959、1963、1964、1966
- 東日本大学セブンズ: 4回
2001、2002、2004、2006

※年は全て年度。

## 戦績
チームの戦績は以下のとおり。
| 年度 | 所属               | 順位 | 勝 | 敗 | 分 | 主将            | 大学選手権(1964年～)               |  |
| ---- | ------------------ | ---- | -- | -- | -- | --------------- | ---------------------------------- |  |
| 1959 | 対抗戦A            | 優勝 | 6  | 0  | 1  | 小野芳英        | ー                                 |  |
| 1960 | 対抗戦A            | 2位  | 5  | 1  |    | 白水清昭        | ー                                 |  |
| 1961 | 対抗戦A            | 2位  | 4  | 2  |    | 及川邦博        | ー                                 |  |
| 1962 | 対抗戦A            | 2位  | 4  | 2  |    | 貴志邦男        | ー                                 |  |
| 1963 | 対抗戦             | 優勝 | 7  | 0  | 1  | 匂坂勝彦        | ー                                 |  |
| 1964 | 対抗戦A            | 優勝 | 6  | 0  |    | 石井京三        | 優勝 決勝 12-6 早稲田大学          |  |
| 1965 | 対抗戦B            | 2位  | 4  | 1  |    | 田中武          | 準優勝 決勝 0-16 早稲田大学        |  |
| 1966 | 対抗戦B            | 優勝 | 8  | 0  |    | 中西成幸        | 準優勝 決勝 3-18 早稲田大学        |  |
| 1967 | ﾘｰｸﾞ戦 (1967~) 1部 | 優勝 | 7  | ０ |    | 清水宏明        | 優勝 決勝 11-8 早稲田大学          |  |
| 1968 | ﾘｰｸﾞ戦 (1967~) 1部 | 3位  | 6  | 2  |    | 中村勇三郎      | 準決勝 10-24 慶應義塾大学          |  |
| 1969 | ﾘｰｸﾞ戦 (1967~) 1部 | 優勝 | 8  | 0  |    | 佐藤鉄三郎      | 準決勝 10-11 早稲田大学            |  |
| 1970 | ﾘｰｸﾞ戦 (1967~) 1部 | 優勝 | 8  | 0  |    | 安原勉          | 準決勝 3-17 日本体育大学           |  |
| 1971 | ﾘｰｸﾞ戦 (1967~) 1部 | 優勝 | 6  | 0  |    | 森清美          | 準優勝 決勝 3-18 早稲田大学        |  |
| 1972 | ﾘｰｸﾞ戦 (1967~) 1部 | 5位  | 2  | 4  |    | 清宮宗雄        |                                    |  |
| 1973 | ﾘｰｸﾞ戦 (1967~) 1部 | 2位  | 5  | 1  |    | 末松純夫        | 交流試合 12-21 慶應義塾大学        |  |
| 1974 | ﾘｰｸﾞ戦 (1967~) 1部 | 5位  | 2  | 4  |    | 川﨑俊正        |                                    |  |
| 1975 | ﾘｰｸﾞ戦 (1967~) 1部 | 7位  | 1  | 6  |    | 上野知成        |                                    |  |
| 1976 | ﾘｰｸﾞ戦 (1967~) 1部 | 7位  | 1  | 5  | 1  | 高橋薫          |                                    |  |
| 1977 | ﾘｰｸﾞ戦 (1967~) 1部 | 3位  | 5  | 2  |    | 井川恵          | 交流試合 12-33 慶應義塾大学        |  |
| 1978 | ﾘｰｸﾞ戦 (1967~) 1部 | 3位  | 4  | 2  | 1  | 佐藤康弘        | 交流試合 3-7 明治大学              |  |
| 1979 | ﾘｰｸﾞ戦 (1967~) 1部 | 優勝 | 6  | 0  | 1  | 下坂斉司        | 交流試合 14-16 筑波大学            |  |
| 1980 | ﾘｰｸﾞ戦 (1967~) 1部 | 優勝 | 6  | 1  |    | 土井康光        | 準決勝 10-16 同志社大学            |  |
| 1981 | ﾘｰｸﾞ戦 (1967~) 1部 | 優勝 | 6  | 1  |    | 斎藤茂雄        | 交流試合 0-12 慶應義塾大学         |  |
| 1982 | ﾘｰｸﾞ戦 (1967~) 1部 | 3位  | ４ | 3  |    | 後藤毅          | 交流試合 8-19 慶應義塾大学         |  |
| 1983 | ﾘｰｸﾞ戦 (1967~) 1部 | 優勝 | 7  | 1  |    | 藤本昌伸        | 交流試合 10-13 帝京大学            |  |
| 1984 | ﾘｰｸﾞ戦 (1967~) 1部 | 優勝 | 7  | 1  |    | 早坂正治        | 交流試合 18-31 帝京大学            |  |
| 1985 | ﾘｰｸﾞ戦 (1967~) 1部 | 6位  | 3  | 5  |    | 西條裕朗        |                                    |  |
| 1986 | ﾘｰｸﾞ戦 (1967~) 1部 | 3位  | 5  | 3  |    | 鈴木秀彦        | 交流試合 4-16 早稲田大学           |  |
| 1987 | ﾘｰｸﾞ戦 (1967~) 1部 | 2位  | ７ | １ |    | 原田繁生        | 交流試合 14-27 明治大学            |  |
| 1988 | ﾘｰｸﾞ戦 (1967~) 1部 | 5位  | 4  | 4  |    | 日野猛仁        |                                    |  |
| 1989 | ﾘｰｸﾞ戦 (1967~) 1部 | 4位  | 4  | 2  | 2  | 山本寛          | 交流試合 9-46 日本体育大学         |  |
| 1990 | ﾘｰｸﾞ戦 (1967~) 1部 | 4位  | 5  | 3  |    | 勝利規          | 交流試合 17-44 早稲田大学          |  |
| 1991 | ﾘｰｸﾞ戦 (1967~) 1部 | 3位  | 5  | 3  |    | 三浦弘樹        | 交流試合 12-21 早稲田大学          |  |
| 1992 | ﾘｰｸﾞ戦 (1967~) 1部 | 優勝 | ８ | ０ |    | 荒川淳          | 優勝 決勝 30-27 早稲田大学         |  |
| 1993 | ﾘｰｸﾞ戦 (1967~) 1部 | 優勝 | 7  | 0  |    | 島津久志        | 準優勝 決勝 12-41 明治大学         |  |
| 1994 | ﾘｰｸﾞ戦 (1967~) 1部 | 2位  | 5  | 2  |    | 坂田正彰        | 2回戦 17-37 京都産業大学           |  |
| 1995 | ﾘｰｸﾞ戦 (1967~) 1部 | 3位  | ４ | ３ |    | 苑田右二        | 準決勝 20-74 早稲田大学            |  |
| 1996 | ﾘｰｸﾞ戦 (1967~) 1部 | 4位  | 4  | 3  |    | 東隆弘          | 1回戦 11-68 早稲田大学             |  |
| 1997 | ﾘｰｸﾞ戦 (1967~) 1部 | 3位  | 5  | 2  |    | 大屋尊政        | 2回戦 10-14 明治大学               |  |
| 1998 | ﾘｰｸﾞ戦 (1967~) 1部 | 優勝 | 6  | 1  |    | 大西良          | 2回戦 28-35 早稲田大学             |  |
| 1999 | ﾘｰｸﾞ戦 (1967~) 1部 | 5位  | 4  | 3  |    | 岡本考司        | 1回戦 7-33 慶應義塾大学            |  |
| 2000 | ﾘｰｸﾞ戦 (1967~) 1部 | 2位  | 6  | 1  |    | 渡邉庸介        | 準優勝 決勝 15-42 関東学院大学     |  |
| 2001 | ﾘｰｸﾞ戦 (1967~) 1部 | 2位  | 6  | 1  |    | 浅野良太        | 準決勝 23-38 関東学院大学          |  |
| 2002 | ﾘｰｸﾞ戦 (1967~) 1部 | 2位  | 6  | 1  |    | 麻田一平        | 準決勝 7-43 早稲田大学             |  |
| 2003 | ﾘｰｸﾞ戦 (1967~) 1部 | 2位  | 6  | 1  |    | 佐藤崇幸        | 準決勝 21-48 関東学院大学          |  |
| 2004 | ﾘｰｸﾞ戦 (1967~) 1部 | 優勝 | 7  | 0  |    | 大隈隆明        | 準決勝 21-24 関東学院大学          |  |
| 2005 | ﾘｰｸﾞ戦 (1967~) 1部 | 2位  | 5  | 2  |    | 野村直矢        | 準決勝 5-61 早稲田大学             |  |
| 2006 | ﾘｰｸﾞ戦 (1967~) 1部 | 2位  | 6  | 1  |    | 友井川拓        | 2回戦 28-36 京都産業大学           |  |
| 2007 | ﾘｰｸﾞ戦 (1967~) 1部 | 4位  | 4  | 3  |    | 和田耕二        | 2回戦 7-39 早稲田大学              |  |
| 2008 | ﾘｰｸﾞ戦 (1967~) 1部 | 2位  | 6  | 1  |    | 有田将太        | 準決勝 10-36 帝京大学              |  |
| 2009 | ﾘｰｸﾞ戦 (1967~) 1部 | 3位  | 5  | 2  |    | 文字隆也        | 2回戦 24-33 慶應義塾大学           |  |
| 2010 | ﾘｰｸﾞ戦 (1967~) 1部 | 7位  | 2  | 5  |    | 山森裕之        | ※入替戦 31-12 山梨学院大学 1部残留 |  |
| 2011 | ﾘｰｸﾞ戦 (1967~) 1部 | 5位  | 3  | 4  |    | 竹下祥平        | 1回戦 19-39 天理大学               |  |
| 2012 | ﾘｰｸﾞ戦 (1967~) 1部 | 4位  | 4  | 3  |    | 武者大輔        | セカンドステージ敗退               |  |
| 2013 | ﾘｰｸﾞ戦 (1967~) 1部 | 6位  | 3  | 4  |    | 堀大志          |                                    |  |
| 2014 | ﾘｰｸﾞ戦 (1967~) 1部 | 3位  | 5  | 2  |    | 西内勇人        | セカンドステージ敗退               |  |
| 2015 | ﾘｰｸﾞ戦 (1967~) 1部 | 5位  | 3  | 4  |    | 吉村公太朗      | セカンドステージ敗退               |  |
| 2016 | ﾘｰｸﾞ戦 (1967~) 1部 | 7位  | 2  | 5  |    | 坂本泰敏        | ※入替戦 40-16 立正大学 1部残留     |  |
| 2017 | ﾘｰｸﾞ戦 (1967~) 1部 | 4位  | 3  | 4  |    | 東川寛史        | 3回戦 31-55 京都産業大学           |  |
| 2018 | ﾘｰｸﾞ戦 (1967~) 1部 | 4位  | 4  | 3  |    | 川越 藏         |                                    |  |
| 2019 | ﾘｰｸﾞ戦 (1967~) 1部 | 6位  | 2  | 5  |    | 井上 拓         |                                    |  |
| 2020 | ﾘｰｸﾞ戦 (1967~) 1部 | 4位  | 4  | 3  |    | 吉永純也        |                                    |  |
| 2021 | ﾘｰｸﾞ戦 (1967~) 1部 | 6位  | 2  | 5  |    | 大澤蓮          |                                    |  |
| 2022 | ﾘｰｸﾞ戦 (1967~) 1部 | 6位  | 3  | 4  |    | 吉永昂生,徐和真 |                                    |  |
| 2023 | ﾘｰｸﾞ戦 (1967~) 1部 | 3位  | 4  | 3  |    | 石岡玲英        | 3回戦 12-54 早稲田大学             |  |
| 2024 | ﾘｰｸﾞ戦 (1967~) 1部 | 5位  | 4  | 3  |    | 金侑悟          |                                    |  |

## 主な選手
- 北川拓来（FB、2025年度クラブキャプテン / 昌平高出身）
- 田中大誠（SO・CTB、2025年度ゲームキャプテン、U20日本代表候補 / 國學院栃木高出身）
- 細川幹太（LO・No.8、2025年度バイスキャプテン / 國學院久我山高出身）
- 宮下晃毅（FL・№8、2025年度FWリーダー、U20日本代表 / 報徳学園高出身）
- 植浦慎仁（FL、2025年度FWリーダー / 報徳学園高出身）
- 小山田裕悟（SH、2025年度BKリーダー、U20日本代表候補 / 桐蔭学園高出身）
- 鈴木颯太（SO、2025年度BKリーダー、高校日本代表候補 / 秋田工業高出身）

## 在籍した選手
- 鈴木秀丸 （元法大ラグビー部主将、元日本代表、第1回大学選手権優勝監督）
- 松村達雄 （日本の俳優、代表作は「男はつらいよ」「まあだだよ」 / 旧制暁星中学出身）
- 梅木恒明（元目黒高校ラグビー部監督、全国大会花園通算5回優勝、本学卒業後に保健体育教師を目指すべく日体大に編入学）
- 保谷高範（日本の政治家、元西東京市市長、元保谷市市長）
- 尾崎真義 (SO・CTB、元日本代表主将、元トヨタ自動車ラグビー部監督 / 村野工業高出身)
- 伊藤忠幸 (WTB、元日本代表、元リコー所属 / 保善高出身)
- 鎌田勝美 (LO、元日本代表、元近鉄所属 / 金足農業高出身)
- 石田元成 (FL、元日本代表、現在NTT東海ラグビー部総監督 / 西陵商業高出身)
- 大久保吉則 (SH、元日本代表、元近鉄所属、元近鉄監督 / 天理高出身)
- 桂口力 (SO、元日本代表、ジュニア・オールブラックスを破った時の司令塔 / 小倉工高出身)
- 山田陸康 (WTB、元日本代表、元トヨタ自工所属 / 保善高出身)
- 石井徳昌 (SO、元法大ラグビー部監督。元関東ラグビーフットボール協会副会長)
- 水谷眞 (WTB、元日本代表、ラグビートップリーグコミッショナー、関東協会理事長 / 目黒高出身)
- 武村秀夫 (FB、元法大監督、日本ラグビー協会大学部門長、法大教授 / 法政一高出身)
- 島崎文治 (CTB、元日本代表、元東洋工業所属、元法大ラグビー部監督 / 保善高出身)
- 井口雅勝 (SO、元日本代表、元栗田工業所属、東山高校ラグビー部OB会会長 / 東山高出身)
- 吉田正雄 (CTB、元日本代表、元近鉄所属 / 近大付属高出身)
- 山本寛 (FL、元日新製鋼ヘッドコーチ、ラグビー協会選手発掘統括マネージャー / 天理高出身)
- 駒井孝行 (FL、元ヤクルトラグビー部主将で監督も歴任、元法大ラグビー部監督、関東協会理事、関東大学ラグビーリーグ戦理事長 / 花園高出身)
- 兼平盛輝（PR、神戸製鋼ラグビー部V7メンバー / 宮古高出身）
- 早坂正治 (CTB、1984年度主将、元日本代表、神戸製鋼ラグビー部V7メンバー / 保善高出身)
- 西條裕朗 (PR、1985年度主将、報徳学園ラグビー部監督、報徳学園中副校長 / 報徳学園高出身)
- 谷崎重幸 (SO・FL、元東福岡高ラグビー部監督。元法大ラグビー部監督、新潟食科農業大ラグビー部監督 / 志摩高出身)
- 川内鉄心 (CTB、元日本代表、元九州電力所属、東福岡高ラグビー部コーチ / 松山商業高出身)
- 三谷典正（CTB、競輪選手、元U23日本代表 / 東山高出身)
- 荒川淳 (HO、日本一となった1992年度主将、元九州電力所属 / 東福岡高出身)
- 斉藤政美（FB、1992年度日本一メンバー、元セコムBKコーチ、元U20日本代表BKコーチ）
- 秋山公二（WTB、俊足WTBとして日本一に貢献。元東芝府中ラグビー部所属 / 秋田工業高出身）
- 島崎大地（CTB、法大日本一に貢献。トヨタ自動車に所属、父は元日本代表の島崎文治）
- 小野木修 (FB、元法大ラグビー部監督 / 本郷高出身)
- 中島貴司 (PR、1992年度日本一メンバー、元クボタ所属 / 熊谷工業高出身)
- 坂田正彰 (HO、元日本代表、NHK大学ラグビー中継解説者、サントリー所属 / 新田高出身)
- 伊藤剛臣 (FL・№8、元日本代表、釜石シーウェイブスRFC所属、法大ラグビー部FWコーチ / 法政二高出身)
- 江田憲仁 (WTB、元NTT東日本所属 / 行田工業高出身)
- 島津久志（FL、1993年度主将、前法大ラグビー部監督 / 行田工業高出身)
- 内田剛 (FL、1992年度日本一メンバー、テレビマンユニオン / 鹿児島実業高出身)
- 藤原和也（LO、1992年度日本一メンバー、劇的な逆転トライで法大の日本一に貢献）
- 苑田右二 (SH、元日本代表、元神戸製鋼ヘッドコーチ、法大ラグビー部ヘッドコーチ / 啓光学園高出身)
- 中瀬真広 (SO、2002年アジア競技大会日本選抜主将、U20日本代表コーチ / 法政二高出身)
- 平塚純司 (LO、元日本代表、元トヨタ自動車所属 / 秋田工業高出身)
- 内藤公洋 (LO・FL、高校日本代表、元横河武蔵野所属 / 日川高出身)
- タックルながい。（本名：長位章充（ながい あきよし）、本田技研鈴鹿 → 吉本新喜劇 / 報徳学園高出身）
- 大屋尊政 (FL、1997年度主将、高校日本代表、7人制日本代表、元東京ガスラグビー部所属)
- 大西良 (HO、1998年度主将、現在新田高校ラグビー部監督 / 新田高出身)
- 鶴長健一 (PR、元神戸製鋼コベルコスティーラーズ所属 / 啓光学園高出身)
- 岡本考司 (SH、1999年度主将、元栗田工業所属 / 本郷高出身)
- 渡邉庸介 (№8、2000年度主将、U19日本代表、元セコム所属 / 西陵高出身)
- 大久保直弥 (LO・FL、元日本代表、元サントリー主将、元サントリー監督、元NTTコミュニケーションズFWコーチ、前サンウルブズヘッドコーチ、現ヤマハ発動機ヘッドコーチ / 法政二高出身)
- 柳竜一郎 (LO、元コカ・コーラウエストレッドスパークス所属 / 東福岡高出身)
- 笠井建志 (PR、元日本代表、元東芝ブレイブルーパス、日野自動車レッドドルフィンズFWコーチ / 本郷高出身)
- 渡辺哲也 (CTB、元日本代表、トヨタ自動車ヴェルブリッツ所属 / 法政一高出身)
- 青山周平 (日本の政治家、自由民主党所属の衆議院議員 / 愛知県立岡崎高出身)
- 加賀谷誠 (FB、船岡自衛隊所属 / 秋田工業高出身)
- 熊谷皇紀 (LO、元日本代表、元NEC所属 / 東福岡高出身)
- 浅野良太 (FL、2001年度主将、元日本代表、元NECグリーンロケッツ所属 / 本郷高出身)
- 西村圭哉 (CTB、釜山アジア大会日本代表、元リコー所属 / 横浜平沼高出身)
- 川合毅 (SO、1999年度副将、関東代表、流山ラグビークラブ代表者、流山市スポーツ協会理事、元日本IBMラグビー部主将 / 日大二高出身)
- 佐藤幹夫 (FL・№8、ラグビー日本A代表、近鉄ライナーズFWコーチ/ 法政二高出身)
- 齊藤敦 (WTB、7人制日本代表、リコーブラックラムズ所属 / 法政二高出身)
- 赤沼源太 (CTB、元日本代表、トヨタ自動車ヴェルブリッツ所属 / 法政二高出身)
- 乗本賢吾 (SO、元法大ラグビー部コーチ、元リコーブラックラムズ所属 / 啓光学園高出身)
- 池谷陽輔 (PR、元日本代表、父は沢村賞投手の池谷公二郎、サントリー所属 / 崇徳高出身)
- 磯岡和則 (LO、U21日本代表、元リコーブラックラムズ所属 / 東福岡高出身)
- 麻田一平 (SH、2002年度主将、元日本代表、トヨタ自動車ヴェルブリッツ所属 / 大工大高出身)
- 遠藤幸佑 (WTB、高校日本代表、元日本代表、元トヨタ自動車ヴェルブリッツ所属 / 中標津高出身)
- 坂本和城 (SO、高校日本代表、元日本代表候補、元近鉄所属 / 大工大高出身)
- 山口貴豊 (FL、元日本代表、元クボタスピアーズ主将 / 宮古高出身)
- 佐藤平 (LO、U19・U21日本代表、元日本代表、元NECグリーンロケッツ所属 / 秋田中央高出身)
- 水山尚範 (HO、元日本代表、元NEC、NTTドコモ所属 / 報徳学園高出身)
- 佐藤崇幸 (FL・№8、2003年度主将、ヤクルトラグビー部主将 / 法政二高出身)
- 稲田佳之 (HO、中国電力所属 / 大津高出身)
- 岡崎英二 (FL・№8、元釜石シーウェイブスRFC所属 / 明大中野八王子高出身)
- 金澤良 (CTB、元日本代表、元リコーブラックラムズ所属 / 大工大高出身)
- 小吹祐介 (FB、高校日本代表、7人制日本代表、リコーブラックラムズ所属 / 法政二高出身)
- 坂本貴章 (FB、大阪チタニウムテクノロジーズ所属 / 大工大高出身)
- 谷口大督 (PR、U19日本代表、九州電力所属 / 東福岡高出身)
- 福田智則 (PR、U21日本代表、NECグリーンロケッツ所属 / 國學院久我山高出身)
- 小田嶋毅 (HO・CTB、U19日本代表、近鉄ライナーズ所属 / 東京高出身)
- 三浦久直 (HO、栗田工業ウォーターガッシュ所属 / 秋田工業高出身)
- 山本祥平 (FL・№8、現在法政二高ラグビー部監督 / 法政二高出身)
- 大隈隆明 (FL、2004年度主将、元近鉄主将、近鉄ライナーズ所属 / 江の川高出身)
- 吉田永昊 (PR、神戸製鋼コベルコスティーラーズ所属 / 法政一高出身)
- 藤谷淳 (FB、7人制ラグビー男子日本代表、東芝ブレイブルーパス所属 / 秋田工業高出身)
- 穂坂亘 (SH、法大時代副将、関東代表、東京ガスラグビー部主将 / 筑紫丘高出身)
- 中村嘉宏 (PR、九電主将、九州電力キューデンヴォルテクス所属 / 明善高出身)
- 磯岡正明 (№8、U19日本代表、元NECグリーンロケッツ所属 / 東福岡高出身)
- 竹中淳 (№8、横河武蔵野アトラスターズ所属 / 日川高出身)
- 森田恭平 (SO、元日本代表、神戸製鋼コベルコスティーラーズ所属 / 大工大高出身)
- 高根修平 (№8、U19日本代表、キヤノン所属 / 桂高出身)
- 長崎陽 (PR、サントリーフーズ所属 / 日川高出身)
- 長沼英幸 (PR、元釜石シーウェイブスRFC所属 / 日川高出身)
- 野村直矢 (CTB、2005年度主将、元サントリーサンゴリアス所属 / 埼工大深谷高出身)
- 小松学 (PR、三菱重工相模原ダイナボアーズ所属 / 國學院栃木高出身)
- 篠塚公史 (LO、7人制日本代表、元日本代表、元サントリーサンゴリアス所属 / 埼工大深谷高出身)
- 小笠原仁　(WTB、高校日本代表、元神戸製鋼コベルコスティーラーズ所属 / 啓光学園高出身)
- 友井川拓 (SH・WTB、2006年度主将、NTTコミュニケーションズ所属 / 法政二高出身)
- 海老沼航 (LO、横河武蔵野アトラスターズ所属 / 法政二高出身)
- 玄成哲 (LO、高校日本代表、元NECグリーンロケッツ所属 / 大工大高出身)
- 山本秀文 (WTB、高校日本代表、7人制日本代表、NECグリーンロケッツ所属 / 東福岡高出身)
- 山内雅延 (PR、U19・U23日本代表、神戸製鋼コベルコスティーラーズ所属 / 東京高出身)
- 北島大 (PR、NTTドコモレッドハリケーンズ所属 / 報徳学園高出身)
- 田沼崇 (CTB、U19日本代表候補、横河武蔵野アトラスターズ所属 / 法政二高出身)
- 佐藤慎之介 (FB、横河武蔵野アトラスターズ所属 / 秋田工業高出身)
- 泉昌志 (FL、明治安田生命ラグビー部所属 / 江の川高出身)
- 成田秀悦 (SH・WTB、7人制日本代表、サントリーサンゴリアス所属 / 秋田工業高出身)
- 西條正隆 (WTB、ヤクルトレビンズ所属 / 報徳学園高出身)
- 向山裕人 (SH/SO、ライオンファングス所属 / 桂高出身)
- 和田耕二 (SH、2007年度主将、元日本代表、トヨタ自動車ヴェルブリッツ所属 / 東福岡高出身)
- 岩爪航 (№8・PR・HO、高校日本代表、クボタスピアーズ所属 / 國學院栃木高出身)
- 木島大祐 (SO・WTB、U19日本代表、中部電力ラグビー部所属 / 埼工大深谷高出身)
- 近間洋介 (CTB、横河武蔵野アトラスターズ所属 / 秋田高出身)
- 高山将一 (WTB・FB、ライオンファングス所属 / 法政二高出身)
- 濱川幸市 (CTB、中部電力ラグビー部所属 / 西陵商高出身)
- 有田将太 (FL、2008年度主将、コカ・コーラウエストレッドスパークス所属 / 東福岡高出身)
- 城戸雄生 (FB・WTB、トヨタ自動車ヴェルブリッツ所属 / 報徳学園高出身)
- 岸和田玲央 (FL、高校日本代表、U19日本代表、元サントリーサンゴリアス所属 / 御所工業高出身)
- 鎌田秀 (PR、U19日本代表候補、ホンダヒート所属 / 東京高出身)
- 小田正浩 (PR、U19日本代表、ホンダヒート所属 / 熊本工業高出身)
- 浅原拓真 (PR、日本代表、前東芝ブレイブルーパス、日野レッドドルフィンズ所属 / 甲府工業高出身)
- 小川秀平（HO、高校日本代表、Medical/啓光学園高出身）
- 佐藤雄介 (PR、クボタスピアーズ所属 / 秋田工業高出身)
- 鈴木淳司 (CTB、JR東日本ラグビー部所属 / 法政二高出身)
- 川口顕義 (HO、リコーブラックラムズ所属 / 尾道高出身)
- 富田延行 (PR/HO、ライオンファングス所属 / 國學院栃木高出身)
- 中村和宏 (LO/FL/No.8、MUFG所属 / 法政二高出身)
- 山根有人 (LO・№8、7人制ラグビー男子日本代表、元ホンダヒート所属 / 札幌山の手高出身)
- 日和佐篤 (SH、トップリーグ新人賞、日本代表、前サントリーサンゴリアス、神戸製鋼コベルコスティーラーズ所属 / 報徳学園高出身)
- 文字隆也 (SO、2009年度主将、高校日本代表、トヨタ自動車ヴェルブリッツ所属 / 伏見工高出身)
- 井上雄大 (LO/FL、三菱重工相模原ダイナボアーズ所属 / 國學院栃木高出身)
- 内田健太 (LO、三菱重工相模原ダイナボアーズ所属 / 正智深谷高出身)
- 北川翔悟（FL/法政二高出身）
- 谷田昭次 (FB、大阪府警察所属 / 法政高出身)
- 田渕泰平 (FL、ヤクルトレビンズ所属 / 法政二高出身)
- 舩木拓也 (WTB、中部電力ラグビー部所属 / 法政二高出身)
- 宮本賢二 (CTB、U19日本代表、元サントリーサンゴリアス所属 / 東福岡高出身)
- 山森裕之 (HO、2010年度主将、高校日本代表候補、中部電力ラグビー部所属 / 西陵高出身)
- 高橋悠太 (PR、高校日本代表候補、リコー所属 / 國學院久我山高出身)
- 栗林宜正 (LO、U19日本代表、横河武蔵野アトラスターズ所属 / 東京高出身)
- 近藤乙輝 (CTB、日立製作所所属 / 啓光学園高出身)
- 佐藤正樹 (HO、秋田ノーザンブレッツ所属 / 秋田中央高出身)
- 高井侑 (SO、JR東日本ラグビー部所属 / 東農大二高出身)
- 平山翔太 (No.8、日本新薬ラグビー部所属 / 平工業高出身)
- 船木一騎 (CTB、秋田ノーザンブレッツ所属 / 秋田工業高出身)
- 吉岡耕 (FL・№8、清水建設ブルーシャークス所属 / 法政高出身)
- 田中大喜 (WTB、キヤノンイーグルス所属 / 東京高出身)
- 光安俊貴 (FL、U19日本代表候補、元ホンダヒート所属 / 東福岡高出身)
- 原島知行 (CTB、ホンダヒート所属 / 桐蔭学園高出身)
- 竹下祥平 (WTB・FB、2011年度主将、7人制日本代表、サントリー所属 / 東福岡高出身)
- 後藤賢 (LO、ヤクルトレビンズ所属 / 秋田工業高出身)
- 高城良太 (SH、キヤノンイーグルス所属 / 盛岡工業高出身)
- 藤崎大輔 (WTB、JR西日本所属 / 報徳学園高出身)
- 宮田脩平 (FL・No.8、中部電力ラグビー部所属 / 伏見工高出身)
- 宮田直樹 (WTB、MUFG所属 / 法政二高出身)
- 武者大輔 (FL、2012年度主将、U20日本代表、前リコーブラックラムズ、三菱重工相模原ダイナボアーズ所属、法政大学ラグビー部FWコーチ / 仙台育英高出身)
- 大河原一真 (PR、中部電力所属 / 法政二高出身)
- 鎌田隼綺 (PR、U20日本代表、秋田ノーザンブレッツ所属 / 秋田中央高出身)
- 高橋健太郎 (FL・No.8、ライオンファングス所属 / 國學院久我山高出身)
- 本村光章 (SH、九州電力所属 / 大分舞鶴高出身)
- 山本貴文 (No.8、クリーンファイターズ所属 / 東福岡高出身)
- 堀大志 (№8、2013年度主将、近鉄ライナーズ所属 / 天理高出身)
- 石澤輝 (PR、高校日本代表、U20日本代表、宗像サニックスブルース所属 / 東京高出身)
- 水本裕也 (PR、釜石シーウェイブス所属 / 東福岡高出身)
- 門間麗 (CTB、JR九州所属 / 東福岡高出身)
- 小山智聲 (LO、リコー所属 / 報徳学園高出身）
- 中村清伸 (SH、JR九州所属 / 東福岡高出身)
- 猪村優仁 (SO、U20日本代表、NTTドコモレッドハリケーンズ所属 / 常翔啓光学園出身)
- 川原田徹 (CTB・WTB、ヤマハ発動機所属 / 東福岡高出身)
- 森谷直貴 (FB、キヤノンイーグルス所属 / 正智深谷高出身)
- 西内勇人 (FL・No8、2014年度主将、U20日本代表主将、ヤマハ発動機所属 / 東福岡高出身、西内勇二の兄で西内ひろ・まりや姉妹のいとこ)
- 大政亮 (SH、栗田工業ウォーターガッシュ所属 / 東福岡高出身)
- 大塚剛史 (CTB、大阪府警察所属 / 天理高出身)
- 金子剛啓 (LO、ライオンファングス所属 / 國學院久我山高出身)
- 金原賢 (CTB、MUFG所属 / 法政二高出身)
- 北島誠也 (SO、福岡銀行ブルーグルーパーズ所属 / 長崎北高出身)
- 小池一宏 (HO・№8、リコー所属 / 明和県央高出身)
- 金勇輝 (CTB、高校日本代表、U20日本代表、NTTドコモ所属 / 大阪朝鮮高出身)
- 世古陽泉 (SO、日本航空所属 / 法政高出身)
- 高橋湧 (FL、東京ガスラグビー部所属 / 法政高出身)
- 半井優太 (WTB・FB 、U20日本代表、ホンダ所属 / 伏見工業高出身)
- 犬飼涼二 (FB、中部電力所属 / 春日丘高出身)
- 森井涼太 (No.8、セコム所属 / 報徳学園高出身)
- 吉村公太朗 (LO、2015年度主将、リコー所属 / 崇徳高出身)
- 井上史也 (CTB、清水建設ブルーシャークス所属 / 大阪桐蔭高出身)
- 金子峻大 (SH、釜石シーウェイブス所属 / 國學院栃木高出身)
- 川地光節 (HO・LO・№8、コカ・コーラレッドスパークス所属 / 筑紫高出身)
- 越田勝利 (PR、ホンダヒート所属 / 石見智翠館高出身)
- 前島利明 (PR・HO、NECグリーンロケッツ所属 / 日川高出身)
- 西内勇二 (PR・FL・CTB、ヤマハ発動機ジュビロ所属 / 東福岡高出身、西内勇人の弟で西内ひろ・まりや姉妹のいとこ)
- 牧野内翔馬 (LO、高校日本代表、U19日本代表、U20日本代表、NTTコミュニケーションズシャイニングアークス所属 / 東福岡高出身)
- 松村拓海 (LO・FL、U20日本代表、NECグリーンロケッツ所属 / 國學院久我山高出身)
- 和田源太 (SO・FB、高校日本代表、ヤマハ発動機ジュビロ所属 / 御所実業高出身)
- 東川寛史 (CTB・WTB、高校日本代表主将、U20日本代表、2017年度主将、中国電力レッドレグリオンズ / 東福岡高出身)
- 斉田倫輝 (LO、U20日本代表、NTTコミュニケーションズシャイニングアークス所属 / 仙台工業高出身)
- 増田和征 (FL・№8、日本航空JAL WINGS所属 / 京都成章高出身)
- 金子崇 (PR・HO、高校日本代表、JR九州サンダース所属 / 東福岡高出身)
- 尾崎達洋 (FB、U20日本代表、清水建設ブルーシャークス所属 / 桐蔭学園高出身)
- 土山勇樹 (PR、U20日本代表、高校日本代表、ヤマハ発動機ジュビロ所属 / 東福岡高出身)
- 松島史弥 (FL・№8、高校日本代表、日立製作所サンネクサス所属 / 尾道高出身)
- 金井大雪 (SO・CTB、U20日本代表、NECグリーンロケッツ / 深谷高出身)
- 奈良望（CTB、三菱重工相模原ダイナボアーズ所属 / 秋田工業高出身)
- 中井健人 (FB、ヤマハ発動機ジュビロ所属 / 筑紫高出身)
- 根塚聖冴 (SH、ホンダヒート所属 / 京都成章高出身)
- 呉洸太 (CTB、ホンダヒート所属 / 大阪朝鮮高出身)
- 井上拓（SO、高校日本代表、2019年度主将、清水建設ブルーシャークス所属 / 御所実業高出身)
- 中村翔（SH、コカ・コーラレッドスパークス所属 / 東福岡高出身)
- ウォーカーアレックス拓也（LO・No.8、高校日本代表、九州電力キューデンヴォルテクス所属 / 東福岡高出身)
- 根塚洸雅（CTB・FB、高校日本代表・U20日本代表、日本代表、2020年度主将、クボタスピアーズ所属 / 東海大仰星高出身)
- 山下憲太（FL・No.8、ヤマハ発動機ジュビロ所属 / 海星高出身)
- 菊田圭佑（PR、NECグリーンロケッツ所属 / 仙台育英高出身)
- 濱野隼也（HO、日野レッドドルフィンズ所属 / 秋田工業高出身)
- 大澤蓮（LO・FL、2021年度主将、NECグリーンロケッツ東葛所属 / 長崎南山高出身)
- 稲田壮一郎（PR、釜石シーウェイブスRFC所属 / 中部大学春日丘高出身)
- 井口龍太郎（HO、クリタウォーターガッシュ昭島所属 / 静岡聖光学院高出身)
- 河村龍成（PR、秋田ノーザンブレッツラグビーフットボールクラブ所属 / 明和県央高出身)
- 石岡玲英（WTB・FB、2023年度主将、高校日本代表、東芝ブレイブルーパス東京所属 / 御所実業高出身)
- 高城喜一（CTB・No.8、日野レッドドルフィンズ所属 / 金光籐蔭高出身)
- 竹部力（PR・LO、父は1992年度法政優勝時のLO竹部太郎、九州電力キューデンヴォルテクス所属 / 大分舞鶴高出身）
- 四元涼太（PR、横河武蔵野アトラスターズ所属 / 法政大学高出身）
- 石川空悟（HO、JR九州サンダース所属 / 佐賀工業高出身）
- 金侑悟（SO・CTB、2024年度主将、浦安D-Rocks所属 / 大阪朝鮮高出身)
- 渡辺明志（PR、ヤクルトレビンズ戸田所属 / 佐賀工業高出身）
- 鈴木稜斗（SH・SO、日本航空JAL WINGS所属 / 法政二高出身）

## 所在地
- 法政大学ラグビー部

東京都八王子市寺田町1017-1
- 法政大学多摩キャンパス内グラウンド

東京都町田市相原4342